# 功臣号
功臣号（こうしんごう）は、九七式中戦車改の1両である。第二次世界大戦後、紅軍（共産党軍。後の中国人民解放軍）によって鹵獲され、後に第二次国共内戦における戦功を讃えて「功臣号」の称号が贈られた。現在、この車両は人民解放軍が初めて保有した戦車として知られる。

## 歴史

### 回収
日中戦争終結直後の1945年10月、紅軍は満州の瀋陽市（旧奉天市）に進駐する。後に功臣号と呼ばれることとなる日本製戦車を東北人民自治軍が鹵獲したのは、第二次国共内戦勃発後の11月のことだった。
11月、瀋陽918工廠（元関東軍戦車修理工場）へと派遣された高克指揮下の偵察隊は、日本軍が残置した軍用車両をいくつか発見した。その後、部品や人員の調達などに10日間を費やした末、戦車2両、装甲車2両、トラクター1両、自動車1両を修復することに成功した。
当時、国民党軍による北東部への攻勢が激化しつつあった。間もなくして紅軍は瀋陽の放棄を決定し、高克は鹵獲車両隊の通化方面への撤退の指揮を命じられた。しかし各車両とも故障が頻発したため行軍は遅れ、結局出発翌日には瀋陽北西の橋近くで一時停止することとなった。さらに技術員グループに紛れ込んでいた工作員により、九七式中戦車1両を除く全ての車両が破壊されてしまった。残る1両も移動中に深刻な故障が発生する恐れがあり、行軍を再開するためには改めて修理を行う必要があった。増援として派遣された孫三指揮下の騎兵隊とも協力しつつ、高克は戦車の警護要員を残して918工廠に戻り、修理部品や工具などを回収することを決断する。この時には既に国民党軍による瀋陽市街への攻撃が始まっていた。
その後、戦車は予備部品や工具を満載し、東北砲兵司令部が所在する馬家湾方面へと向かった。到着後に報告を受けた朱瑞は、「諸君が我が軍にもたらしたのはただ1両の戦車ではない。装甲部隊をもたらしたのだ」（你们开来的不是一辆坦克，你们给我军带来了一支装甲部队）と語ったという。

### 戦車大隊

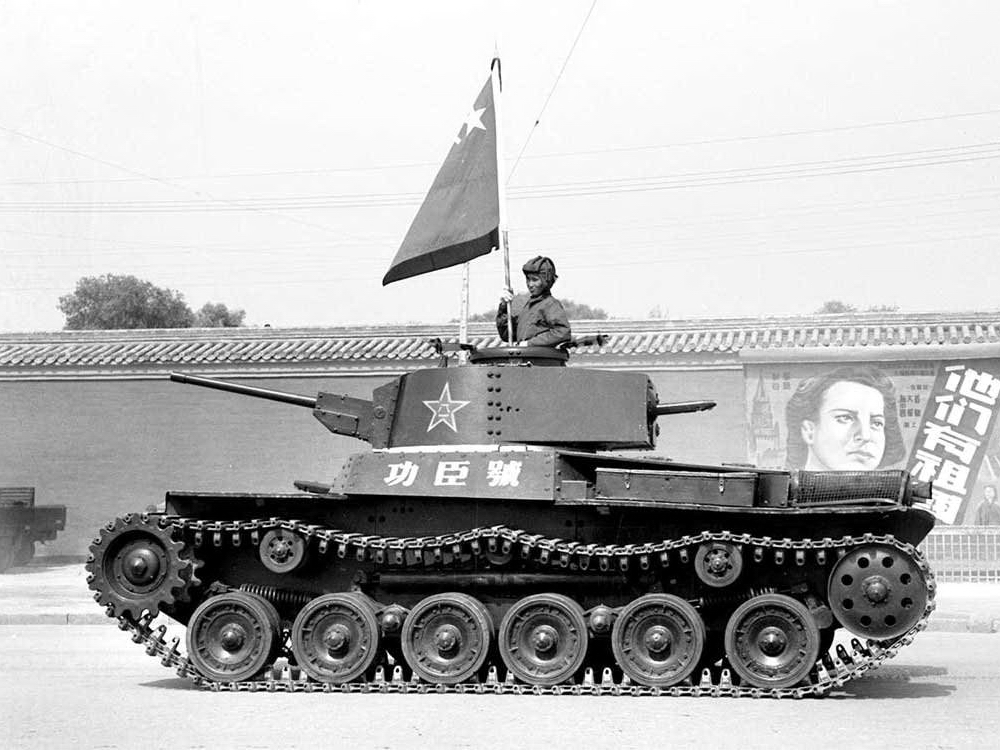
建国記念パレードにて（1949年）

12月1日、朱瑞は紅軍史上初の戦車隊として東北戦車大隊（东北坦克大队）の発足を宣言した。この際、孫三は大隊長に、高克は副大隊長の1人に任命されている。高克の回収した九七式中戦車には102号車という名称が与えられ、正式に最初の紅軍戦車となった。
当初、東北戦車大隊は綏芬河方面のゲリラ討伐や臨江戦役における戦闘などに従事していた。大隊所属の九七式中戦車は、車両自体が既に旧式で部品も古くなっていたことから「老頭戦車」（老头坦克、ラオトゥタンク、「年寄り戦車」）の愛称で呼ばれるようになっていた。
1948年、遼瀋戦役の一環として展開された錦州の戦いにて、東北戦車大隊は初めて本格的な市街戦に参加することとなった。老頭戦車は僚車3両と共に旧市街の城塞に陣取る国民党軍への攻撃を支援していたが、やがて僚車は3両ともが撃破されてしまう。老頭戦車も猛烈な砲火を受けて5度も損傷したが、その度に操縦手の董来扶が車外に出て修理を行った。こうして老頭戦車は戦い続け、複数の敵火点を破壊、国民党軍の守備隊を降伏させた。この際の戦功により、第4野戦軍司令部は老頭戦車に「功臣号」の称号を与え、操縦手の董来扶と砲手の呉佩竜に対して一等功を授与したのである。
その後も功臣号は第4野戦軍と共に南進し、平津戦役などに参加して最前線で戦い続けた。
1949年3月25日、党中央および中央軍事委の西苑空港到着時に行われた閲兵式に参加。同年10月1日、北京にて中華人民共和国の建国宣言が行われた。功臣号は天安門広場におけるパレードに、100両を超える装甲車両群の先頭車両として参加した。1959年に退役し、以後は北京の中国人民革命軍事博物館に展示されている。
東北戦車大隊を前身とする第1装甲師団では、功臣号が退役したのと同じ1959年から、新式の59式戦車への更新が始まった。「功臣号」の称号は、102号という車番と共に59式戦車の1両に継承された。ただし、2代目「功臣号」の鮮明な映像は残されていない。2009年に報じられた映像では、3代目「功臣号」となった59-II式戦車が確認できる。2011年、軍の再編の過程で第1装甲師団は解体され、独立した装甲旅団と歩兵旅団に分割された。この装甲旅団の戦車が99式戦車へと更新された際、このうちの1両が4代目「功臣号」となった。また、その後には99A式戦車の1両が5代目「功臣号」となった。

## 九七式中戦車改との差異
功臣号は元々の日本製九七式中戦車改と比較すると細部に差異が見られる。特に大きな差異は、前部泥除けが延長されている点、車体後方の発動機装甲が除去されている点である。

## レプリカ
本物の功臣号は中国人民革命軍事博物館に展示されているが、その他の博物館でも功臣号と同じ改造・塗装を施された九七式中戦車改がレプリカとして展示されている。
- 平津戦役紀念館
- 遼瀋戦役紀念館